# Marifé Arroyo
Marifé Arroyo, coneguda com a la Mestra, (la Font de la Figuera, la Costera, 17 de novembre de 1946) és una mestra valenciana, vinculada al Moviment de Renovació Pedagògica dels anys 1970. Filla d'immigrants castellans de Salamanca, va ser una de les primeres introductores del valencià a l'escola pública el 1974 i va apostar per un model d'escola popular, democràtica i valenciana. Arran d'això, va ser represaliada i expulsada de l'escola de Barx i es va traslladar al col·legi Roís de Corella, de Gandia, on va acabar essent directora. El 1972 es casà amb l'escriptor valencià Josep Piera.
El 1992 va col·laborar en l'edició del llibre Trapatroles, lectures per a l'educació primària. Després de més de 30 anys de compromís pedagògic, lingüístic i de país, es jubilà el 2007. L'escriptor Víctor Gómez Labrado va convertir-la en la protagonista de la novel·la La mestra, publicada el 1995 i continuadament reeditada. El 2007 rebé el Premi d'Actuació Cívica de la Fundació Lluís Carulla. Fou també homenatjada a la cançó «La mestra», del grup ZOO.
El 4 d'octubre de 2023 fou la preestrena de la pel·lícula documental La Mestra, dirigida per Sergi Pitarch Garrido i coproduïda per Ambra Llibres i Ambra Projectes Culturals. Concretament, la projecció es realitzà a les 19:00 hores al Teatre Serrano de Gandia. L'estrena oficial està prevista el 2, 3 i 4 de novembre als Cines Babel de València.